# Station Rogów
Station Rogów is een spoorwegstation in de Poolse plaats Rogów.